# Космос-1809
«Космос-1809» (заводское обозначение АУОС-З-И-Э) — советский научно-исследовательский спутник, предназначенный для изучения верхней ионосферы. Основной задачей полёта было построение профиля верхней ионосферы по заданию Госкомгидромета. Эта программа осуществлялась в течение 1987 года. После её завершения аппаратура спутника использовалась для выполнения научных программ ИЗМИРАН и Института прикладной геофизики, в ходе которых изучались волновые и плазменные процессы в магнитосфере и верхней ионосфере и их связь с сейсмическими и погодными явлениями.
«Космос-1809» построен в КБ «Южное» на платформе АУОС-З. Запуск спутника произведён 12 декабря 1986 года с космодрома Плесецк ракетой-носителем «Циклон-3». При гарантийном сроке шесть месяцев «Космос-1809» работал и передавал научные данные в течение 6,5 лет.

## Конструкция
Аппарат «Космос-1809» был вторым специализированным спутником, предназначенным для комплексного изучения ионосферы, аналогичным по конструкции и составу оборудования спутнику «Интеркосмос-19», запущенному в 1979 году. На «Космосе-1809» был практически полностью сформирован и отработан блок научных приборов для контроля ионосферы. Основой аппарата была спутниковая платформа АУОС-З, разработанная в днепропетровском КБ «Южное» и предназначенная для построения научно-исследовательских спутников, изучавших космическое пространство, солнечные и геофизические явления. Базовая конструкция платформы представляла собой герметичный корпус, в котором поддерживался постоянный тепловой режим и размещались аккумуляторные батареи и служебные системы спутника. Снаружи на корпусе были установлены восемь неориентированных панелей солнечных батарей общей площадью 12,5 м², раскрывающихся в полёте на угол 30° относительно корпуса, приборы и датчики бортовых систем и антенны радиотехнического комплекса. Для ориентации и стабилизации положения аппарата относительно местной вертикали выдвигалась штанга гравитационного стабилизатора. Ориентация и стабилизация по курсу обеспечивалась двухскоростным маховиком с электромагнитной разгрузкой. Единая телеметрическая система обеспечивала управление аппаратом и каналы приёма команд и оперативной передачи информации для научных приборов. Научная аппаратура размещалась в отсеке на верхней крышке корпуса, её датчики, приборы и антенны — снаружи на крышке корпуса и на раскрывающихся в полёте выносных штангах.

## Целевая аппаратура
Масса аппарата составляла 1000 кг, из них полезной нагрузки — 160 кг. В состав целевой аппаратуры спутника входила станция ионосферного зондирования ИС-338, излучавшая импульсные сигналы на 338 различных частотах в диапазоне 0.3-15.95 MГц. Комплекс измерительной аппаратуры был изготовлен международной кооперацией научных учреждений СССР, ВНР, ГДР, ПНР, ЧССР и включал следующий набор инструментов:
- Анализатор низких частот для регистрации магнитной и электрической компонент электромагнитного поля в диапазоне 70 Гц — 20 кГц.
- Высокочастотный анализатор для регистрации электрической компоненты в диапазоне 0,1-10 МГц.
- Детектор для измерения двух компонент постоянного электрического поля.
- Трёхчастотный когерентный радиопередатчик для исследования распространения радиоволн в ионосфере.
- Комплекс приборов для измерения концентрации, температуры и энергетических спектров ионов и электронов.
- Масс-спектрометр — для измерения состава верхней ионосферы.
- Фотометр для измерения оптической эмиссии верхней атмосферы.
- Регистратор космической радиации.
- Радиоспектрометр для исследования спектра радиоизлучения Солнца.

Приём сигналов станции ионосферного зондирования, установленной на «Космосе-1809», осуществлялся в различных точках Земли, от Северного полюса до Кубы. Измеряемая приборами электрическая составляющая наблюдаемых волновых явлений во всей полосе частот транслировалась в аналоговом виде на приёмные пункты ИЗМИРАН (Троицк, Апатиты) и чешскую обсерваторию Панска Вес. Результаты остальных измерений передавались через Единую телеметрическую систему спутника и принимались наземными пунктами, расположенными в СССР, НРБ, ВНР, ПНР, ГДР и ЧССР.

## Научная программа
«Космос-1809» был выведен на околополярную практически круговую орбиту с апогеем 980 км, перигеем 940 км, наклонением 81,3° и периодом обращения 104 минуты. Такая орбита позволяла проводить ионосферные эксперименты над всеми широ́тами Земли. В первой половине 1987 года осуществлялось зондирование ионосферы станцией ИС-338, установленной на спутнике «Космос-1809». Производилось как внешнее зондирование с приёмом на спутнике отраженных импульсов и передачей полученных данных на наземные станции по каналу телеметрии, так и трансионосферное зондирование, с приёмом излучаемых спутником импульсов наземными станциями. 11 приёмных станций были расставлены на различных широтах, от Земли Франца-Иосифа, до Кубы. В мае-июне 1987 года экспедиция Института прикладной геофизики работала с приёмной станцией, установленной на атомном ледоколе «Сибирь» во время его перехода к Северному полюсу. Это позволило осуществлять приём сигналов и данных спутника на каждом витке и обеспечить практический непрерывный мониторинг полярных областей ионосферы. Данные ионосферного зондирования, полученные с помощью «Космоса-1809» использовались для уточнения существующих моделей распределения электронной концентрации в ионосфере и для анализа спектра ионосферных возмущений. При анализе полученных данных в полярной ионосфере были обнаружены новые типы структур в виде относительно тонких вертикальных или наклонных слоёв и предложена гипотеза о их происхождении.
После прекращения работы зондирующей станции ИС-338 на спутнике «Космос-1809» проводились измерения и наблюдения процессов в верхней ионосфере и магнитосфере. На спутниках «Космос-1809» и Dynamics Explorer 1 был поставлен эксперимент по одновременному приёму сигнала от мощного наземного ОНЧ-передатчика. Были обнаружены эффекты, связанные с распространением ОНЧ-сигнала по разным траекториям в ионосфере. В совместных измерениях, проводимых на «Космос-1809» и «Интеркосмос-Болгария-1300» изучались аномальные структуры в ионосфере, образующиеся в области терминатора и над мощными атмосферными циклонами. Исследовалась модификация этих структур в области терминатора при нагреве ионосферы высокочастотным излучением стенда «Сура». Над несколькими десятками тропических циклонов выявлен ряд последовательных стадий их развития. Было обнаружено, что признаки мощного тропического шторма или урагана могут обнаруживаться в ионосфере за сутки до начала его формирования. При анализе информации, поступавшей во время прохождения «Космоса-1809» на зоной Спитакского землетрясения, были зафиксированы изменения в спектре ОНЧ-сигналов, принимаемых от наземных передатчиков, во время афтершоков. Регистрировались явления в ионосфере, возникающие при подземных ядерных испытаниях. Работа с «Космосом-1809» прекращена в мае 1993 года. Аппарат продолжает находиться на орбите и отслеживается средствами контроля космического пространства.
В 1990-х годах были запланированы запуски на околоземную орбиту еще четырёх ионосферных станций, но эти планы не были реализованы по финансовым причинам. Следующие эксперименты по зондированию ионосферы из космоса проводились в 1998—1999 годах с орбитальной станции «Мир», с низкой орбиты, не позволяющей получить полную информацию о состоянии ионосферы. В дальнейшем исследований по внешнему зондированию ионосферы Земли с коcмических аппаратов не проводилось. С начала 2000-х годов готовится запуск российского специализированного многоспутникового комплекса «Ионозонд» для внешнего зондирования и комплексного исследования ионосферы. Исследование связи процессов в ионосфере с сейсмическими явлениями и тропическими циклонами было продолжено на спутнике «Интеркосмос-24», а впоследствии — на спутниках Swarm и в наземных наблюдениях за прохождением через ионосферу сигналов спутниковых систем навигации.